# Brian Hersch
Brian Hersch est un auteur de jeux de société depuis 1985. Il a créé le jeu Brainstorm (en) en 1986, ainsi que Taboo en 1989. Ces jeux, ainsi que quelques autres généralement dérivés, ont été vendus à plus de 40 millions d'exemplaires dans le monde. Il est le dirigeant de la société Hersch and Company et a travaillé pour les plus grandes compagnies comme Milton Bradley ou Mattel.

## Ludographie succincte
- Brainstorm, 1986, Hasbro
- Taboo, 1989, Hasbro
- Taboo Célébrité, 1991, Hasbro
- Hilarium, 2001, Hasbro
- Taboo'ge ton corps, 2001, Hasbro
- Taboo XXL, 2006, Hasbro